# 長尾能景
長尾 能景（ながお よしかげ）は、越後国の戦国大名。越後長尾氏6代当主。越後守護代。長尾為景の父。上杉謙信の祖父。

## 略歴
寛正5年（1464年）、長尾重景の子として誕生。越後守護である上杉房定・房能の二代に仕えた。房定の死後、事実上越後の実権を握り、守護の権力強化を目論む房能とはしばしば対立したが、名目上はあくまで守護代の立場に留まっていた。永正元年（1504年）の立河原の戦いで大敗を喫し、危機的状態にあった房能の実兄である関東管領・上杉顕定を救援するために関東地方に出兵し、疲弊した扇谷上杉家の上杉朝良を攻撃する。そして、顕定が河越城を攻略するなど、朝良を追い詰め、朝良が顕定に降伏することにしたとき、能景はその仲介を行った。
永正3年（1506年）9月、能景は畠山卜山の要請を受けて一向一揆との戦いのため越中国へ出兵するが、般若野の戦いで戦死した。越中守護代・神保慶宗の裏切りによるとされる。

## 書状
1497年、長尾能景が刈羽郡安田城主毛利重広へ充てた書状が残されており、上越市指定の文化財となっている。